# Сальера
«Сальера», или  «Солонка Франциска I»  (итал. La Saliera di Francesco I) — шедевр ювелирного искусства периода маньеризма, созданный флорентийским золотых дел мастером Бенвенуто Челлини для французского короля Франциска I в 1540—1543 годах из золота, эмали и чёрного дерева. Хранится в Кунсткамере Музея истории искусств в Вене. Высота изделия — 26,3 см, ширина овального основания из чёрного дерева — 33,5 см.

## История
Ещё до отъезда во Францию художник выполнил в Риме скульптурную модель солонки (непременная деталь парадных обеденных сервизов) из воска с двумя фигурами — аллегорией союза земли: Цереры и морей: Нептуна), благодаря которому и рождается соль. Челлини получил такой заказ ранее от кардинала Ипполито д’Эсте, который попросил скульптора «сделать модель солонки; но что он хотел бы отступить от обычая тех, кто делал солонки». Чтобы направить художника, кардинал якобы посоветовался с двумя эрудированными литераторами: Луиджи Аламанни и Габриэле Чезано, чтобы они могли посоветовать наиболее подходящую иконографию.
Челлини взял модель с собой во Францию, поскольку король Франциск, видев её раньше в мастерской мастера, пообещал, что если Челлини приедет во Францию, то сможет отлить своё прекрасное произведение из чистого золота. Шедевр получил название «Солонка Франциска I» (итал. La Saliera di Francesco I). Король Франциск был щедрым и культурным меценатом, всегда готовым предоставить золото и серебро для удовлетворения творческих потребностей выдающегося мастера. Свой шедевр Челлини удалось закончить к 1543 году.
Произведение выполнено из золота, частично покрытого цветной эмалью, с подставкой из чёрного дерева, оно получило ещё одно громкое название, может быть не совсем удачное, но свидетельствующее о высокой оценке произведения: «Джоконда скульптуры» (итал. Gioconda delle sculture). Композиция этого произведения отражает одну из характерных черт и тенденций в искусстве периода маньеризма: слияние утилитарной и декоративной функций изделий из драгоценных материалов, а также соединение профессии скульптора, работы «златокузнеца» (итал. battere metalli), ювелира и эмальера. Солонка — единственное произведение мастера из драгоценных материалов, счастливо сохранившееся до нашего времени. Все его ювелирные произведения той эпохи (за исключением нескольких медалей) не сохранились — они были позднее переплавлены. Такова участь многих произведений искусства из драгоценных материалов.

## Иконография и композиция изделия
Нептун с трезубцем в руке изображён несомым морскими конями — гиппокампами, рядом с его фигурой помещён кораблик, или ладья, которая и является собственно солонкой. Церера восседает на слоне, рядом с её фигурой помещена триумфальная арка, наподобие маленького храма с откидывающейся крышкой, предназначенная для перца (в то время дорогим экзотическим продуктом). У ног Цереры изображена саламандра, которая является геральдическим животным Франциска I и представляет собой аллюзию на заказчика солонки. Пьедестал солонки, выполненный из эбенового дерева, украшают четыре путти, символизирующие ветра и стороны света. В волнах синей эмалью по золоту резвятся дельфины. Дорогое изделие помещено на четыре шарика из слоновой кости, свободно встроенных в чёрное дерево, на которых солонку можно не поднимая перемещать по столу.
Столь редкостное изделие создано в полном согласии с эстетикой необычайного и причудливого, свойственной той эпохе, в частности пониманию термина «decorum» как «уместности, приличия украшений», но также «фантастичного и чудесного». Это был век создания кунсткамер при королевских и герцогских дворах, в которых и хранились различные причудливые вещи. Сам Челлини в «Трактатах о ювелирном деле» (Trattati sopra l’Oreficeria) дал такое толкование: «Я сделал две фигуры, сидящие, скрестив ноги друг против друга, одна прямая, другая согнутая; это положение должно означать горы и долины земли… Соль рождается в результате встречи суши и моря». Более пространно и красочно автор описал замысел в своём «Жизнеописании»:

 «Поверх этой подставки, подобно тому, как бывает, что море обнимается с землей, я сделал две фигуры размером изрядно больше пяди, каковые сидели, заходя ногами одна в другую, как мы видим иные длинные морские заливы, которые заходят в землю; и в руку мужчине-морю я дал корабль, богатейшей работы; в этом корабле удобно и хорошо умещалось много соли; под ним я приспособил этих четырёх морских коней; в правой руке сказанного моря я поместил ему трезубец. Землю я сделал женщиной, настолько прекрасного вида, насколько я мог и умел, красивой и изящной; под руку ей я поместил храм, богатый и разукрашенный, поставленный наземь, и она на него опиралась сказанной рукой; его я сделал, чтобы держать перец. В другую руку поместил рог изобилия, украшенный всеми красотами, какие я только знал на свете. Под этой богиней, и в той части, которая являла быть землей, я приспособил всех тех красивейших зверей, каких производит земля. Под частью моря я изобразил весь прекраснейший подбор рыб и раковин, какой могло вместить это малое пространство» 
В скульптурных деталях этого произведения чувствуется влияние великого Микеланджело, которого Челлини почитал и одновременно стремился превзойти. Четыре фигуры в основании солонки повторяют микеланджеловские аллегорические скульптуры «Ночь», «День», «Утро» и «Вечер» — олицетворения времени и быстротечности жизни — из Капеллы Медичи во Флоренции.

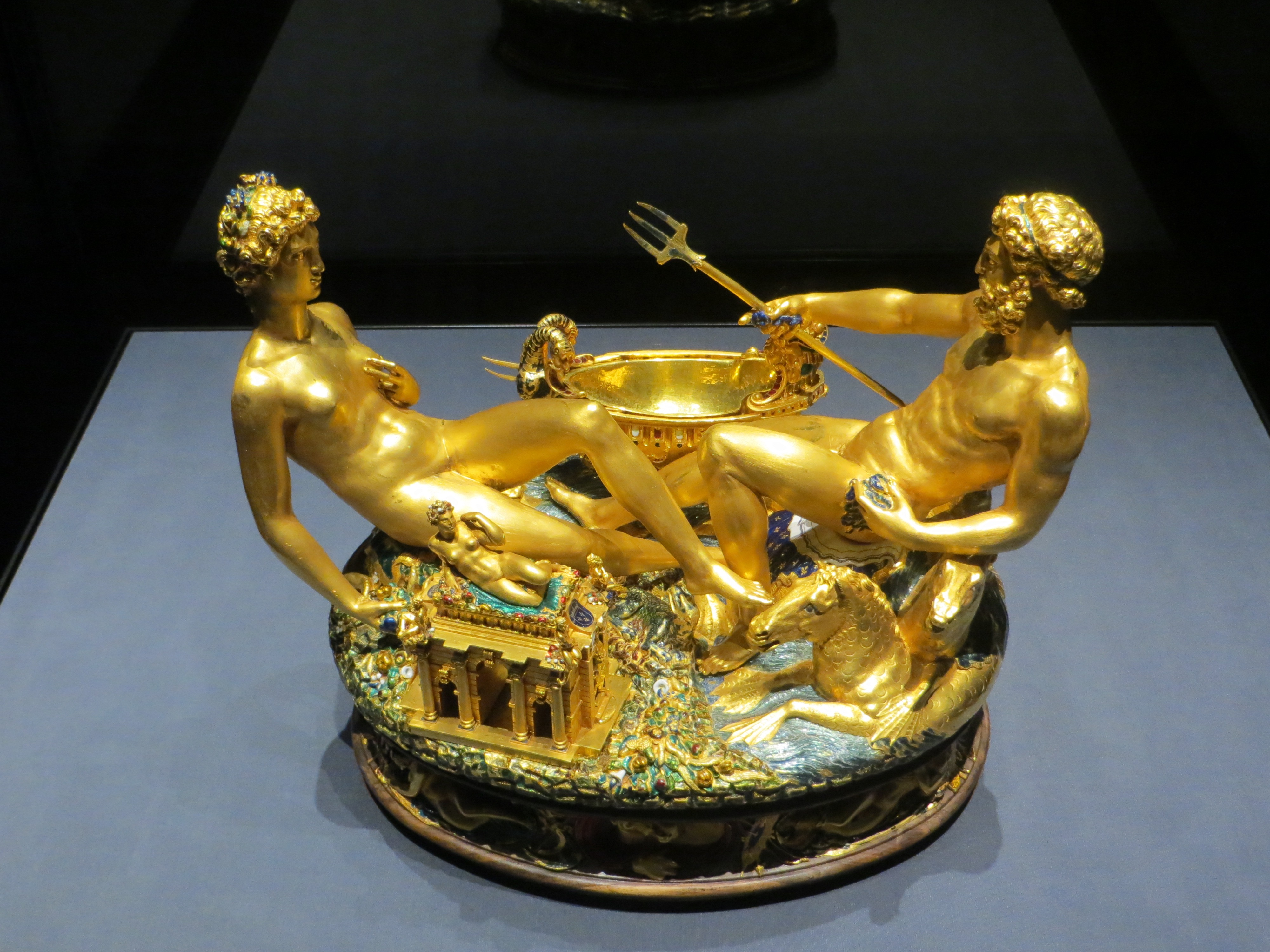
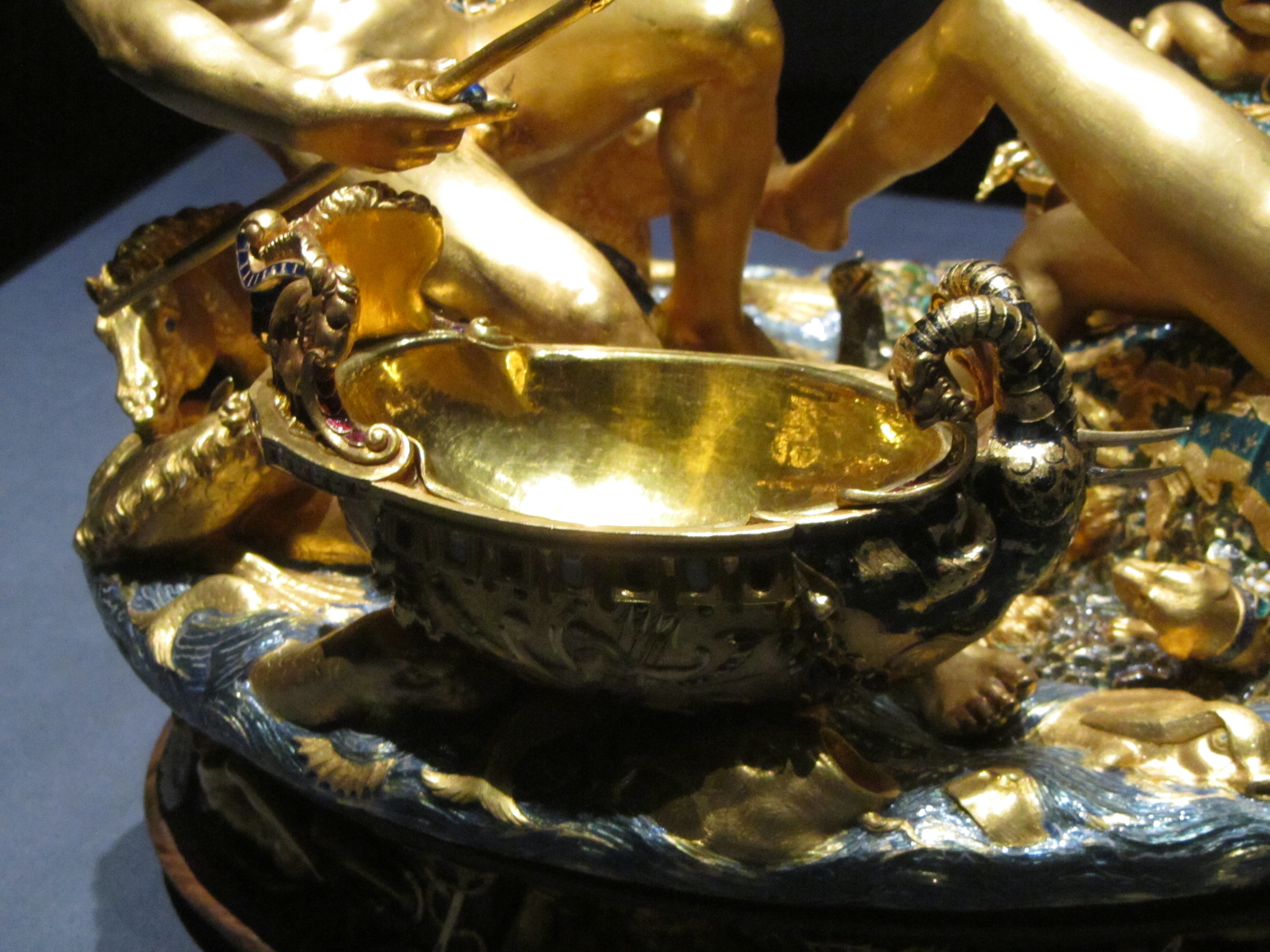
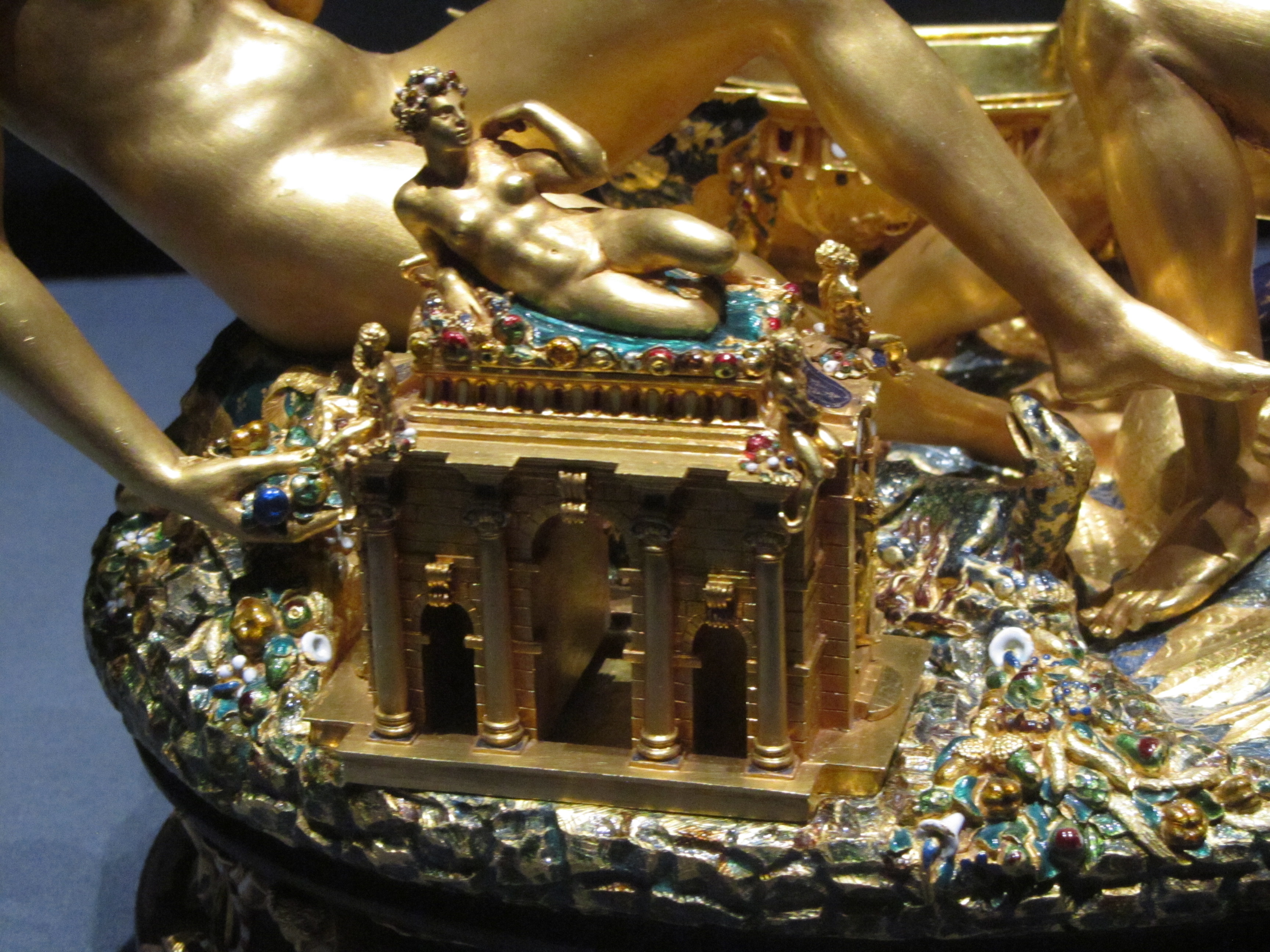
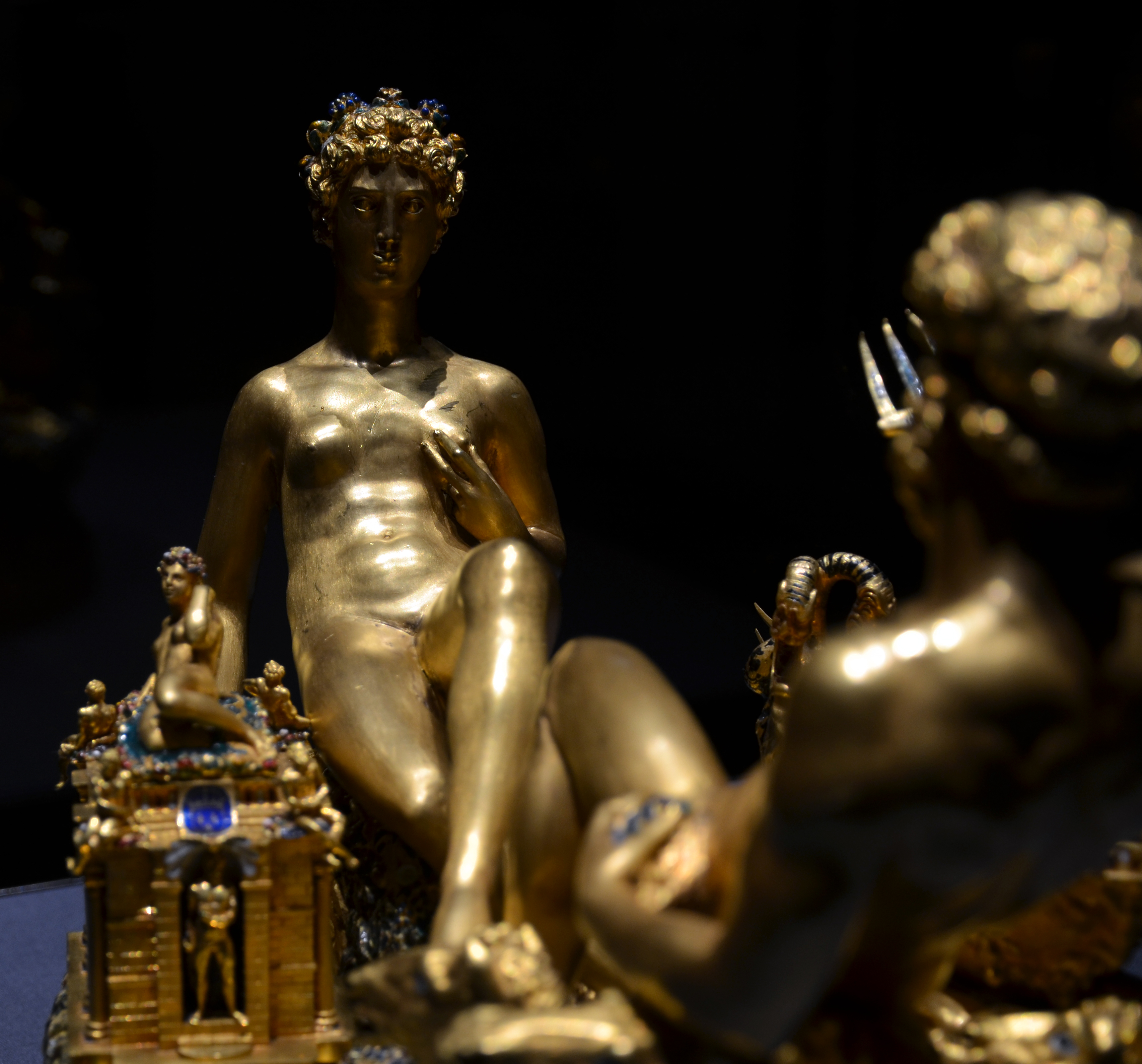
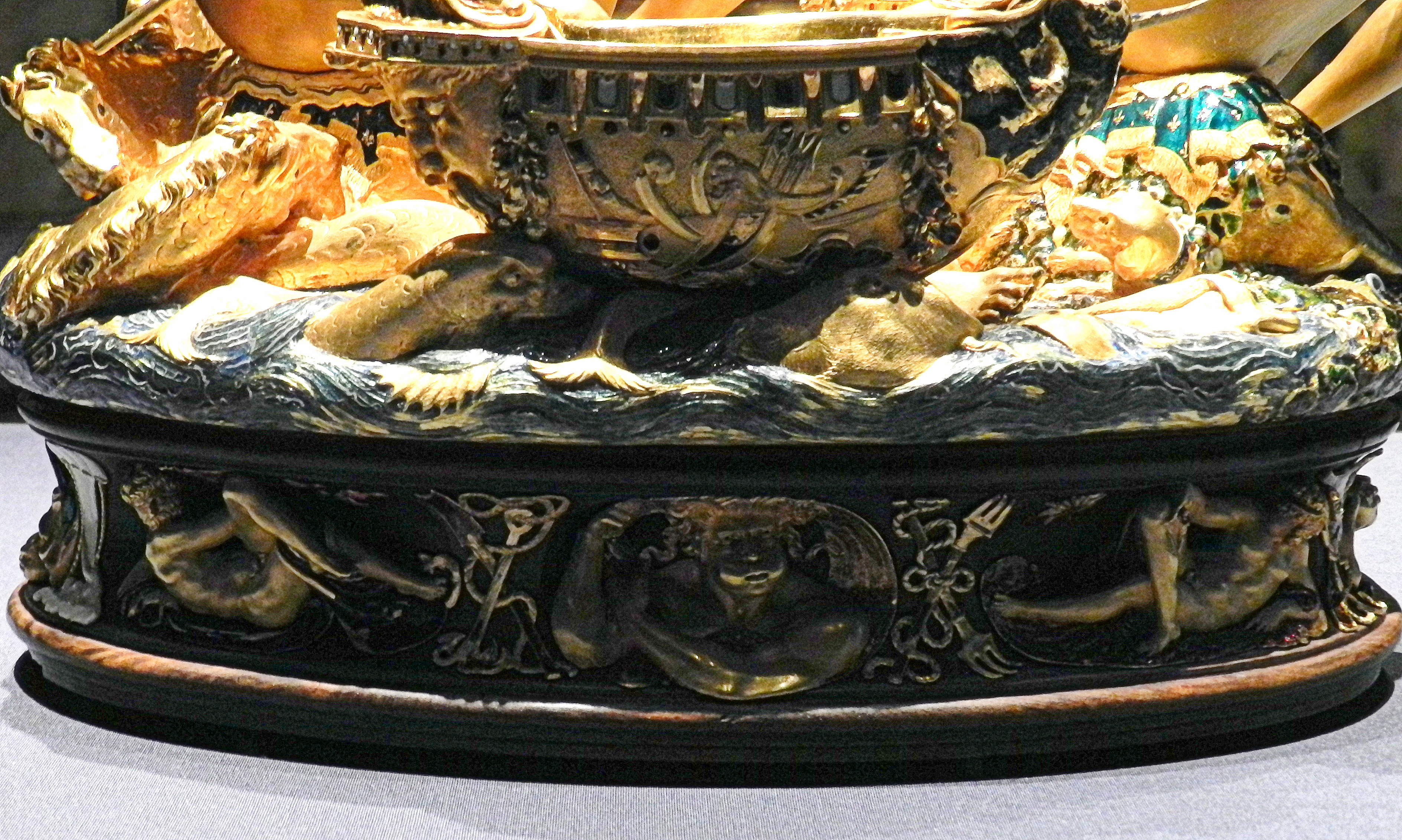

## Дальнейшая история
«Солонка Франциска I» бесценна уже потому, что это единственная ювелирная работа Челлини, атрибуция которой не вызывает никаких сомнений. Король Карл IX преподнёс её Фердинанду Тирольскому, который в 1570 году представлял короля на его помолвке с эрцгерцогиней Елизаветой. После этого до XIX века «Сальера» оставалась жемчужиной инсбрукского замка Амбрасс (Тироль). Затем, вместе с другими произведениями фамильной Сокровищницы Габсбургов, в 1661 году золотую Солонку перевезли в Вену. С учреждением венского Музея истории искусств в 1891 году шедевр Челлини был помещён в Кунсткамеру музея.
11 мая 2003 года «Солонка Франциска I» была похищена из музея, который в то время находился на ремонте. Хотя стоимость скульптуры оценивалась не менее чем в 50 млн евро, австрийское правительство предложило за возврат солонки сравнительно скромную награду в 70 000 евро. Объяснялось это тем, что сбыть произведение такого уровня попросту невозможно. При этом застрахована Сальера была только на половину рыночной стоимости, так как возможность похищения такого шедевра просто не рассматривалась всерьёз.
Расчёт администрации музея оправдался: 21 января 2006 года полиция обнаружила Солонку закопанной в свинцовой коробке в лесу у города Цветль.
Кража шедевра Челлини из венского музея в 2003 году способом срабатывания ложной тревоги (сработала сигнализация, но сотрудники службы безопасности предположили, что это ложная тревога, поэтому кража была обнаружена уборщиками только на следующее утро) ассоциируется с замыслом сценария американского фильма 1966 года «Как украсть миллион», где участвует вымышленное произведение Челлини: статуэтка Венеры. Не исключена и «художественная подсказка», как это не раз бывало в истории (преступник, укравший солонку, был владельцем компании по производству систем сигнализации).